# NSWRL 1918
Die NSWRL 1918 war die elfte Saison der New South Wales Rugby League Premiership, der ersten australischen Rugby-League-Meisterschaft. Den Titel gewannen die South Sydney Rabbitohs, die damit zum vierten Mal die NSWRL gewannen.

## Tabelle
|     | Team                    | Spiele | Siege | Unent. | Ndlg. | Spiel- punkte | Diff. | Tabellen- punkte |
| --- | ----------------------- | ------ | ----- | ------ | ----- | ------------- | ----- | ---------------- |
| 01. | South Sydney Rabbitohs  | 14     | 12    | 0      | 2     | 257:121       | + 136 | 24               |
| 02. | Western Suburbs Magpies | 14     | 11    | 0      | 3     | 182:102       | + 80  | 22               |
| 03. | Glebe                   | 14     | 9     | 0      | 5     | 212:128       | + 84  | 18               |
| 04. | Balmain Tigers          | 14     | 8     | 1      | 5     | 215:148       | + 67  | 17               |
| 05. | Eastern Suburbs         | 14     | 8     | 0      | 6     | 160:153       | + 7   | 16               |
| 06. | North Sydney Bears      | 14     | 3     | 2      | 9     | 131:202       | - 71  | 8                |
| 07. | Newtown Jets            | 14     | 2     | 3      | 9     | 115:175       | - 60  | 7                |
| 08. | Annandale               | 14     | 0     | 0      | 14    | 73:316        | - 243 | 0                |